# Albert Jacquard
Albert Jacquard (Lyon, Francia, 23 de diciembre de 1925 - París, Francia, 11 de septiembre de 2013) fue un genetista y un escritor francés. Militó por el "decrecimiento económico".

## Inicios
Nació en una familia católica y conservadora de la región del Franco Condado (en el este de Francia). A la edad de nueve años, quedó desfigurado en un accidente de coche en el cual su hermano falleció. En 1943, obtuvo dos bachilleratos en matemática y filosofía. En 1948, se graduó en ingeniería de fábricas públicas en la Escuela politécnica francesa y se integró en el Instituto francés de estadísticas.

## Carrera como alto funcionario
En 1951, se incorporó al monopolio SEITA (que fusionó con su equivalente española Tabacalera para crear Altadis en 1999) como ingeniero de organización y de método. Luego, trabajó como investigador en el tribunal de cuentas francés y como alto ejecutivo en el ministerio de salud. En 1966, fue a la Universidad de Stanford para estudiar genética de población como Research worker (“trabajador de investigación”). De vuelta en Francia, se incorporó al Instituto francés para estudios demográficos como responsable del departamento de genética. En 1973, fue nombrado experto en genética en la Organización Mundial de la Salud. Se jubiló en 1985.

## Carrera como profesor de universidad
Aún en la Organización Mundial de la Salud, dio cursos en la Universidad de Ginebra (1973-1976), la Universidad Pierre y Marie Curie en París (1978-1990), la Accademia di Architettura di Mendrisio Suiza o la Universidad Católica de Lovaina en Bélgica (1979-1981).
Le concedieron la Legión de honor francesa y el Orden del mérito francés como reconocimiento por su trabajo y la medalla científica de la Fundación de Francia.

## Involucramiento político y ético
No tengo remedio: no estoy intentando construir la sociedad de mañana. Solo quiero que no se parezca a la de hoy.

Cuando formaba parte del Comité consultivo francés de ética en los años 1990, se opuso rotundamente a la comercialización del genoma humano.
Hasta su muerte era cercano al movimiento antiglobalización e intervenía regularmente para defender las personas sin hogar en Francia.
Siempre apoyó y se declaró públicamente a favor de la elección del esperanto como segunda lengua universal en contradicción con las tendencias en Europa de utilizar el inglés como segunda lengua.

### Trabajo científico
- Structure génétique des populations, Masson, 1970 (en francés)
- Les probabilités, Collection Que sais-je?, Presses universitaires de France, 1974 (en francés)
- Génétique des populations humaines, Presses universitaires de France, 1974 (en francés)
- The Genetic Structure of Populations, Springer, 1974 (en inglés)
- L’Étude des isolats. Espoirs et limites, Presse universitaires de France-INED, 1976 (en francés)
- Concepts en génétique des populations, Masson, 1977 (en francés)

### Divulgación científica (en francés)
- Éloge de la différence, Éditions du Seuil, 1978
- Moi et les autres, Éditions du Seuil, 1983
- Au péril de la science ?, Éditions du Seuil, 1984
- Inventer l’homme, Éditions Complexe, 1984
- L’Héritage de la liberté, Éditions du Seuil, 1986
- Cinq milliards d’hommes dans un vaisseau, Éditions du Seuil, 1987
- Moi, je viens d’où ?, Éditions du Seuil, 1988
- Abécédaire de l’ambiguïté, Éditions du Seuil, 1989
- C’est quoi l’intelligence ?, Éditions du Seuil, 1989
- Idées vécues, Flammarion, 1990
- Voici le temps du monde fini, Éditions du Seuil, 1991
- Tous différents, tous pareils, Éditions Nathan, 1991
- Comme un cri du cœur, Éditions l’Essentiel, 1992 (obra colectiva)
- La Légende de la vie, Flammarion, 1992
- E=CM2, Éditions du Seuil, 1993
- Deux sacrés grumeaux d’étoile, Éditions de la Nacelle, octubre de 1993
- Science et croyances, Éditions Écriture, marzo de 1994
- Absolu, dialogue avec l’abbé Pierre, Éditions du Seuil, 1994
- L’Explosion démographique, Flammarion, collection « Dominos », 1994
- La Matière et la vie, Éditions Milan, coll. « Les essentiels », 1995
- La Légende de demain, Flammarion, 1997
- L’Équation du nénuphar, Calmann-Lévy, 1998
- L'avenir n'est pas écrit, (con Axel Kahn), Bayard, 2001
- Paroles citoyennes, (con Alix Domergue), Albin Michel, 2001
- De l'angoisse à l'espoir, (con Cristiana Spinedi), Calmann Lévy, 2002
- La Science à l’usage des non-scientifiques, 2003

### Trabajo político y filosófico (en francés)
- Un monde sans prisons ?, Éditions du Seuil, 1993
- J’accuse l’économie triomphante, Calmann-Lévy, 1996
- Le Souci des pauvres. L’Héritage de François d’Assise, Calmann-Lévy, 1996
- Petite philosophie à l’usage des non philosophes, Québec-Livres, 1997
- Le Souci des pauvres, 1998
- A toi qui n’est pas encore né, 1998
- Dieu ?, 2003
- Tentative de lucidité, 2003 (archives des chroniques)
- Halte aux Jeux !, Stock, 2004
- Nouvelle petite philosophie, Stock, 2005
- Mon utopie, Stock, 2006
- Jamais soumis, jamais soumise (diálogo con Fadela Amara), Stock, 2007